# Fluorid chlorný
Fluorid chlorný je interhalogen s chemickým vzorcem ClF. Je to bezbarvý plyn, který je stabilní i za vysokých teplot. Při teplotách pod −100 °C kondenzuje na světle žlutou kapalinu. Mnoho jeho vlastností se pohybuje mezi hodnotami pro chlor a fluor.

## Reakce
Fluorid chlorný je velmi účinné fluorační činidlo, dokáže převést kovy i nekovy na jejich fluoridy za vývoje chloru. Například dokáže fluorovat wolfram a selen:
W + 6 ClF → WF6 + 3 Cl2
Se + 4 ClF → SeF4 + 2 Cl2
Dokáže vystupovat i jako chlorační činidlo, většinou dochází zároveň i k oxidaci:
CO + ClF → COClF
SO3 + ClF → ClOSO2F